# Орпеза
Орпеза, Оропеса-дель-Мар (валенс. Orpesa, ісп. Oropesa del Mar, офіційна назва Orpesa/Oropesa del Mar) — муніципалітет в Іспанії, у складі автономної спільноти Валенсія, у провінції Кастельйон. Населення — 10 787 осіб (2010).

## Географія
Муніципалітет розташований на відстані близько 330 км на схід від Мадрида, 18 км на північний схід від міста Кастельйон-де-ла-Плана.
На території муніципалітету розташовані такі населені пункти: (дані про населення за 2010 рік)
- Лес-Ампларієс: 2 особи
- Ел-Балко: 487 осіб
- Оропеса: 5162 особи
- Ла-Плая: 3027 осіб
- Лас-Плаєтас: 170 осіб
- Маріна-д'Ор: 1414 осіб
- Урбанісасьйон-Торре-Бельвер: 150 осіб
- Ла-Коломера: 34 особи
- Елс-Куартс: 341 особа
- Полігоно-Індустріаль: 0 осіб
- Ла-Ренега: 0 осіб

## Демографія
Динаміка населення (INE ):

## Галерея зображень

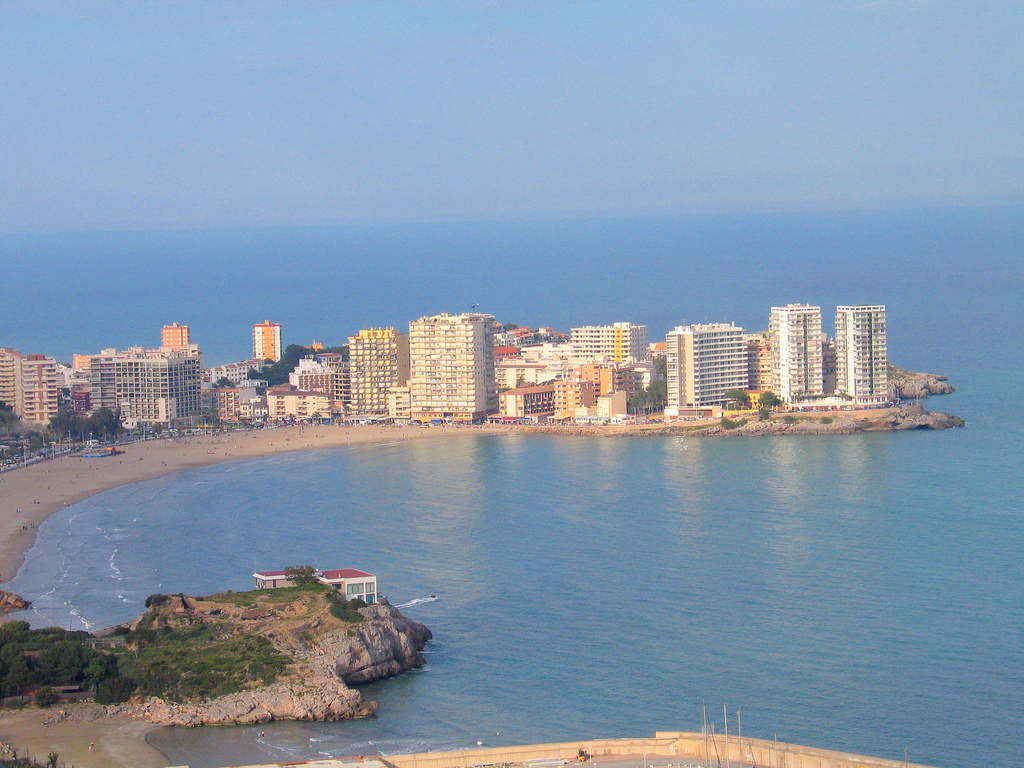
Мис Орпеза